# Formatie van Drente
De Formatie van Drente (code: DR) is een lithostratigrafische formatie die deel uitmaakt van de Boven-Noordzee Groep en in een groot deel van West- en Noord-Nederland voorkomt en in Oost-Nederland ook dagzoomt. De formatie bestaat uit glaciale en periglaciale (afzettingen van gletsjers of afzettingen die in de onmiddellijke nabijheid van de gletsjers werden gevormd). Tijdens de voorlaatste ijstijd (het Saalien) bedekten deze gletsjers het noorden van Nederland.
De formatie bestaat voornamelijk uit zand, klei en leem en ligt in West-Nederland voornamelijk op de Formatie van Urk. In Oost-Nederland ligt de eenheid voornamelijk op de Formatie van Peelo.
De formatie van Drente bestaat uit drie verschillende laagpakketten. Het Laagpakket van Gieten (DRGI) bestaat uit keileem (grindhoudende klei en leem), afgezet in grondmorenes onder de ijskap. Dit pakket bevat de Laag van Gasselte (DRGIGA), een grind- en keienhoudende zandlaag. Het Laagpakket van Schaarsbergen (DRSC) bestaat uit fluvioglaciale gelaagde zanden uit sandrs en kameterrassen. Het Laagpakket van Uitdam (DRUI) bestaat uit een afwisseling van glaciolacustriene lagen zand en klei (afgezet in gletsjermeertjes). In dit laagpakket komt de Laag van Oosterdok (DRUIOO) voor, een sterk gelaagde (varven) kalkhoudende kleilaag met daarin soms dropstones.